# ГЕС Darıca 1
ГЕС Darıca 1 – гідроелектростанція на півночі Туреччини. Знаходячись між ГЕС Topçam (вище по течії) та ГЕС Kozbükü, входить до складу каскаду на річці Мелет, яка впадає до Чорного моря на східній околиці міста Орду.
В межах проекту річку перекрили греблею Karıca висотою 38 метрів (від фундаменту, висота від дна річки – 28 метрів), на час спорудження якої воду відвели за допомогою тунелю довжиною 0,12 км. Гребля утримує невеликий резервуар з площею поверхні 0,1 км2 та спрямовує ресурс у прокладений через лівобережний гірський масив дериваційний тунель довжиною 8,5 км з діаметром 5,5 метра. Після запобіжного балансувального резервуару висотою 70 метрів тунель переходить у короткий водовід до наземного машинного залу.
Основне обладнання станції становлять дві турбіни типу Френсіс потужністю по 55 МВт, які при напорі у 315 метрів повинні забезпечувати виробництво 376 млн кВт-год електроенергії на рік. 
Видача продукції відбувається по ЛЕП, розрахованій на роботу під напругою 154 кВ.